# Concord West
Concord West är en del av en befolkad plats i Australien. Den ligger i kommunen Canada Bay och delstaten New South Wales, i den sydöstra delen av landet, omkring 12 kilometer väster om delstatshuvudstaden Sydney. Antalet invånare är 5 850.
Runt Concord West är det mycket tätbefolkat, med 3 757 invånare per kvadratkilometer.. Närmaste större samhälle är Sydney, omkring 12 kilometer öster om Concord West. 
Runt Concord West är det i huvudsak tätbebyggt. Genomsnittlig årsnederbörd är 1 380 millimeter. Den regnigaste månaden är februari, med i genomsnitt 200 mm nederbörd, och den torraste är juli, med 36 mm nederbörd.